# Félicia Ballanger
Félicia Michele Sylviane Ballanger (La Roche-sur-Yon, 12 de junio de 1971) es una deportista francesa que compitió en ciclismo en la modalidad de pista, especialista en las pruebas de velocidad y contrarreloj.
Participó en tres Juegos Olímpicos de Verano, entre los años 1992 y 2000, obteniendo en total tres medallas de oro: una en Atlanta 1996, en la prueba de velocidad individual, y dos en Sídney 2000, en velocidad individual y 500 m contrarreloj. Además, consiguió el cuarto puesto en Barcelona 1992 (velocidad individual).
Ganó once medallas en el Campeonato Mundial de Ciclismo en Pista entre los años 1994 y 1999.
En 2001 fue nombrada vicepresidenta de la Federación Francesa de Ciclismo. En 2002 fue elegida para formar parte del Salón de la Fama de la UCI.

## Medallero internacional
| Juegos Olímpicos   | Juegos Olímpicos         | Juegos Olímpicos | Juegos Olímpicos     |
| Año                | Lugar                    | Medalla          | Competición          |
| ------------------ | ------------------------ | ---------------- | -------------------- |
| 1996               | Atlanta (Estados Unidos) | Medalla de oro   | Velocidad individual |
| 2000               | Sídney (Australia)       | Medalla de oro   | Velocidad individual |
| 2000               | Sídney (Australia)       | Medalla de oro   | 500 m contrarreloj   |
| Campeonato Mundial |                          |                  |                      |
| Año                | Lugar                    | Medalla          | Competición          |
| 1994               | Palermo (Italia)         | Medalla de plata | Velocidad individual |
| 1995               | Bogotá (Colombia)        | Medalla de oro   | Velocidad individual |
| 1995               | Bogotá (Colombia)        | Medalla de oro   | 500 m contrarreloj   |
| 1996               | Mánchester (Reino Unido) | Medalla de oro   | Velocidad individual |
| 1996               | Mánchester (Reino Unido) | Medalla de oro   | 500 m contrarreloj   |
| 1997               | Perth (Australia)        | Medalla de oro   | Velocidad individual |
| 1997               | Perth (Australia)        | Medalla de oro   | 500 m contrarreloj   |
| 1998               | Burdeos (Francia)        | Medalla de oro   | Velocidad individual |
| 1998               | Burdeos (Francia)        | Medalla de oro   | 500 m contrarreloj   |
| 1999               | Berlín (Alemania)        | Medalla de oro   | Velocidad individual |
| 1999               | Berlín (Alemania)        | Medalla de oro   | 500 m contrarreloj   |

## Palmarés
- 1988
  - Campeona del mundo júnior en Velocidad
- 1991
  - Campeona de Francia en velocidad 
  - 1.º en el Gran Premio de París en velocidad
- 1992
  - Campeona de Francia en velocidad
- 1994
  - Campeona de Francia en velocidad
- 1995
  - Campeona del Mundo de velocidad individual 
  - Campeona del Mundo de 500 metros contrarreloj
  - Campeona de Francia en velocidad 
  - Campeona de Francia en 500 metros contrarreloj
- 1996
  - Medalla de oro a los Juegos Olímpicos de Atlanta en Velocidad individual
  - Campeona del Mundo de velocidad individual 
  - Campeona del Mundo de 500 metros contrarreloj 
  - Campeona de Francia en velocidad 
  - Campeona de Francia en 500 metros contrarreloj
- 1997
  - Campeona del Mundo de velocidad individual
  - Campeona del Mundo de 500 metros contrarreloj 
  - Campeona de Francia en velocidad 
  - Campeona de Francia en 500 metros contrarreloj
- 1998
  - Campeona del Mundo de velocidad individual 
  - Campeona del Mundo de 500 metros contrarreloj 
  - Campeona de Francia en velocidad 
  - Campeona de Francia en 500 metros contrarreloj
- 1999
  - Campeona del Mundo de velocidad individual 
  - Campeona del Mundo de 500 metros contrarreloj 
  - Campeona de Francia en velocidad 
  - Campeona de Francia en 500 metros contrarreloj
- 2000
  - Medalla de oro a los Juegos Olímpicos de Sídney en Velocidad individual
  - Medalla de oro a los Juegos Olímpicos de Sídney en 500 metros contrarreloj 
  - Campeona de Francia en velocidad 
  - Campeona de Francia en 500 metros contrarreloj

### Resultados a laCopa del Mundo
- 1993
  - 1.ª en Hyères, en 500 m.
- 1994
  - 1.ª en Copenhagen, Hyères y Colorado Springs, en 500 m.
  - 1.ª en Bassano del Grappa y Hyères, en Velocidad
- 1995
  - 1.ª en Atenas, Cottbus, Adelaida y Mánchester, en 500 m.
  - 1.ª en Mánchester, en Velocidad
- 1996
  - 1.ª en Atenas y Cottbus, en 500 m.
  - 1.ª en Busto Garolfo, Atenas y Cottbus, en Velocidad
- 1997
  - 1.ª en Cali, Fiorenzuola de Arda Atenas, en 500 m.
  - 1.ª en Atenas, en Velocidad
- 1998
  - 1.ª en Berlín y Hyères, en 500 m.
  - 1.ª en Berlín y Hyères, en Velocidad
- 1999
  - 1.ª en la Clasificación general y a las pruebas de Frisco, Valencia y Fiorenzuola de Arda, en Velocidad
  - 1.ª en Frisco y Valencia, en 500 m.
- 2000
  - 1.ª en Turín, en 500 m.
  - 1.ª en Turín, en Velocidad